# Corana
Corana là một đô thị ở tỉnh Pavia trong vùng Lombardia của Ý, có cự ly khoảng 45 km về phía tây nam của Milan và khoảng 20 km về phía tây nam của Pavia. Tại thời điểm ngày 31 tháng 12 năm 2004, đô thị này có dân số 810 người và diện tích là 13 km².
Đô thị Corana có các frazione (đơn vị trực thuộc) ghiaie di corana.
Corana giáp các đô thị sau: Bastida de' Dossi, Cervesina, Pieve Albignola, Sannazzaro de' Burgondi, Silvano Pietra, Voghera, Zinasco.